# Maurizio Acerbo
Maurizio Acerbo (Pescara, 4 dicembre 1965) è un politico italiano, segretario nazionale del Partito della Rifondazione Comunista dal 2017.

## Biografia
Dopo la maturità presso il liceo scientifico Leonardo da Vinci s'iscrive al corso di laurea in architettura dell'Università Gabriele d'Annunzio di Pescara, senza completare gli studi. In seguito frequenta il corso di laurea in scienze politiche presso l'Università di Teramo, ma nuovamente non consegue il titolo accademico.
Nel 1996 è stato tra i fondatori di Radio Città Pescara - Popolare Network di cui è stato conduttore radiofonico, oltre che corrispondente per Radio Popolare di Milano.

## Attività politica

### Gli inizi
A partire dalla prima superiore è stato attivo nei collettivi studenteschi di stampo pacifista, ecologista e di solidarietà internazionale, con particolare attenzione alla rivoluzione sandinista in Nicaragua, al Unità Rivoluzionaria Nazionale in Guatemala, al Fronte Farabundo Martí in El Salvador e al movimento zapatista in Messico.
Nel 1984 viene eletto segretario provinciale di Pescara della Federazione Giovanile Comunista Italiana, l'l'oganizzazione giovanile del Partito Comunista Italiano (PCI).
Nel 1990 viene eletto consigliere comunale di Pescara col PCI.
Nel 1991, in seguito allo scioglimento del PCI aderisce al Partito della Rifondazione Comunista, con cui viene rieletto consigliere comunale a Pescara nel 1998 e di cui divenne in seguito segretario regionale per l'Abruzzo, carica ricoperta fino al 2006.
Alle elezioni regionali in Abruzzo del 2005 viene candidato nella lista di Rifondazione Comunista della provincia di Pescara, all'interno della coalizione di centro-sinistra a sostegno del socialista Ottaviano Del Turco. Acerbo ottenne 2.937 preferenze senza però risultare eletto consigliere.

### Elezione a deputato
Alle elezioni politiche del 2006 viene eletto alla Camera dei deputati, per la circoscrizione Abruzzo, nella quindicesima legislatura, conclusasi con lo scioglimento anticipato delle camere nel 2008.
Tra le principali attività da deputato vi fu un'interrogazione (in seguito a collaborazione con WWF Italia) sull’erogazione di acqua contaminata da sostanze cancerogene nella val Pescara a un bacino di circa 700.000 persone, ottenendo la chiusura dei pozzi inquinati.
Alle successive elezioni, quando Rifondazione si presentò nella lista La Sinistra l'Arcobaleno non è eletto a causa del mancato raggiungimento della soglia di sbarramento. Nella medesima tornata elettorale manca anche l'elezione al Consiglio comunale di Pescara, nel quale viene eletto unicamente il candidato sindaco del PRC Silvestro Profico.

### Consigliere regionale
Alle elezioni regionali in Abruzzo del 2008 viene eletto consigliere regionale nella circoscrizione di Pescara con 1.610 preferenze, carica che ricoprirà fino al 2014.
Alle elezioni comunali del 2009 viene candidato a sindaco di Pescara, sostenuto da Rifondazione, ottenendo il 3,35% dei voti e viene eletto consigliere comunale..
Tra le attività di Acerbo in Consiglio Regionale si ricorda la questione per la trasparenza nella sanità abruzzese, passata giornalisticamente come Sanitopoli, sua è infatti la norma approvata dal Consiglio Regionale che vieta a coloro che siano «oggetto di sentenze di condanna penale per reati contro la pubblica amministrazione di ricoprire il ruolo di amministratore o avere incarichi dirigenziali nelle strutture socio-sanitarie pubbliche e private accreditate». Ha rappresentato la Regione Abruzzo nella manifestazione di opposizione ai progetti di trivellazione petrolifera nell'Adriatico, e a tutela dei parchi abruzzesi. Nel 2012 viene approvata dal consiglio regionale una delibera, proposta da Acerbo e altri, per lo svolgimento di un referendum abrogativo della liberalizzazione degli orari dei negozi voluta dal governo Monti che però non si svolgerà mai. Di sua iniziativa fu l'emendamento, poi approvato, per il trasporto gratuito delle biciclette sui treni regionali. Venne approvato un disegno di legge di cui era cofirmatario sulla cannabis ad uso terapeutico. Congiuntamente ai Radicali Italiani ha proposto la legge per l'istituzione anche in Abruzzo del garante dei detenuti.
Alle elezioni regionali in Abruzzo del 2014 è candidato come presidente della regione Abruzzo per la lista Un'Altra Regione con Acerbo al di fuori del centro-sinistra. Lo scarso risultato elettorale (3,1%) non permetterà né a lui né alla lista di entrare in consiglio regionale.
Nel 2015 diventa commissario della federazione di Rifondazione a Venezia, in seguito alla decisione di alcuni dirigenti locali di prendere parte a una lista alleata col Partito Democratico alle elezioni regionali, iniziativa in contrasto con la linea regionale e nazionale di alternatività al PD.

### Segretario di Rifondazione Comunista

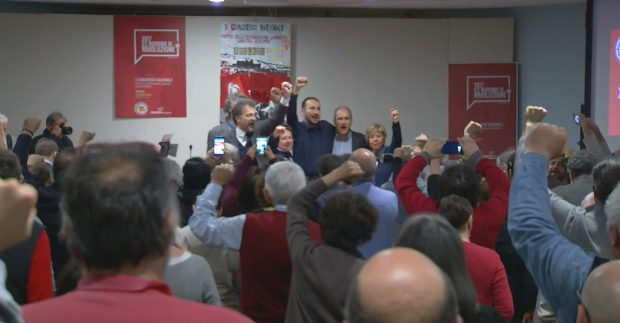
Acerbo proclamato segretario di Rifondazione Comunista durante il X Congresso.

Il 2 aprile 2017, al termine del X Congresso nazionale, viene eletto segretario di Rifondazione Comunista.
Alle elezioni politiche del 2018 da vita, assieme ad altri partiti e associazioni, a Potere al Popolo!, ma la lista non raggiungerà la soglia di sbarramento. Nell'ottobre dello stesso anno Rifondazione, seguita da altri, abbandona il progetto di Potere al Popolo.
In vista delle elezioni regionali abruzzesi del 2019 Acerbo si ricandida alla presidenza della Regione, sostenuto dalla lista L'Altro Abruzzo con Acerbo composta da Rifondazione Comunista e Sinistra Anticapitalista. Tuttavia non riuscirà a raccogliere le firme necessarie a partecipare alla competizione elettorale.
In vista delle elezioni europee del 2019 lancia un appello per una lista di sinistra anti liberista legata al Partito della Sinistra Europea. Successivamente nasce La Sinistra, lista elettorale a cui aderiranno Rifondazione, Sinistra Italiana di Nicola Fratoianni, èViva di Laforgia e Pastorino, Partito del Sud e L'Altra Europa con Tsipras. La lista raccoglierà in tutto 465 092 voti pari all’1,75% dei consensi, non sufficiente a superare la soglia minima d’accesso fissata al 4%. In seguito Acerbo rassegnerà le dimissioni da segretario del partito, le quali saranno però respinte dal Comitato Politico Nazionale.
Il 24 ottobre 2021, al termine dell'XI Congresso nazionale del Partito, viene confermato segretario come candidato unico.
Nel luglio 2022 Rifondazione Comunista prende parte al progetto di Unione Popolare, assieme a Luigi de Magistris e Potere al Popolo. Alle elezioni di settembre 2022 Acerbo è candidato per la Camera dei deputati nei collegi plurinominali di Toscana e Abruzzo nelle liste di UP, senza risultare eletto a causa del mancato raggiungimento della soglia di sbarramento nazionale (UP prenderà l'1,4% dei voti).
Due anni dopo si candida alle elezioni europee con Pace Terra Dignità, lista pacifista di Michele Santoro: nella circoscrizione meridionale raccoglie 8.281 preferenze ma non viene eletto poiché la lista non supera lo sbarramento.
Il 9 Febbraio del 2025, al termine del XII Congresso Nazionale del PRC, viene rieletto Segretario Nazionale del partito con un solo voto di scarto.